# Ферре, Хосеп
Хосеп «Коко» Ферре (исп. Josep "Coco" Ferré; 26 ноября, 1983, Барселона, Испания) — испанский футбольный тренер.

## Биография
Начинал свою тренерскую деятельность в академии каталонского клуба «Европа». С 2013 года с перерывами работает в Азии. Там он начал свою деятельность в тайском «Бурирам Юнайтед»: Ферре являлся директором его академии и возглавлял вторую команду. В 2015 году самостоятельно возглавлял «Ратбури», а затем три года трудился в штабе «Бангкок Гласс» (в том числе и в качестве наставника).
Являлся помощником соотечественника Алехандро Менендеса в индийском «Ист Бенгале».

### Филиппины
8 декабря 2022 года стало известно, что Хосеп Ферре стал новым главным тренером сборной Филиппин. Под его руководством национальная команда не смогла пробиться в полуфинал Чемпионата АСЕАН, а также уступила в товарищеском матче уступила Вьетнаму (0:1). Уже в конце января 2023 года испанец покинул свой пост, однако отставка не помешала ему в дальнейшем стать техническим директором Федерации футбола Филиппин, а также руководить юношеской и молодежной сборной страны.